# Джеймс Ганн (астроном)
Джеймс Едвард Ганн (21 жовтня 1938 , Лівінгстон, Техас )(англ. James Edward "Jim" Gunn) — американський космолог і астрофізик. Професор Принстонського університету.
Закінчив Університет Райса (бакалавр математики та фізики, 1961). Ступінь доктора філософії по астрономії отримав у Каліфорнійському технологічному інституті в 1965 році з тезами з космології і розподілу галактик.
В 1968-70 та іменним професором з 1980 року працював у Принстонському університеті, з 2011 року у відставці.. В 1970-80 рр. працював у Каліфорнійському технологічному інституті.
Одружений з астрономкою Джилліан Кнапп, двоє дітей.

## Нагороди та визнання
- 1972: Премія Альфреда Слоуна
- 1977: член Американської академії мистецтв і наук
- 1977: член Національної академії наук США
- 1983: Стипендія Мак-Артура[9]
- 1987: Премія за видатні досягнення, Університет Райсу
- 1987: член Американського філософського товариства
- 1988: Премія Денні Гайнемана з астрофізики
- 1994: Золота медаль Королівського астрономічного товариства
- 2001: Призова лекція Петрі Канадського астрономічного товариства
- 2002: Премія за видатні досягнення, Каліфорнійський технологічний інститут
- 2002: Премія Джозефа Вебера
- 2004: на честь його найменовано астероїд 18243 Ґунн
- 2005: Премія Грубера[en] з космології
- 2005: Лекція Генрі Норріса Рассела, вища нагорода Американського астрономічного товариства
- 2005: Премія Крафорда Шведської королівської АН
- 2006: почесний доктор Університету Портсмута.
- 2008: Національна наукова медаль США
- 2013: Медаль Кетрін Брюс Тихоокеанського астрономічного товариства
- 2019: Премія Кіото

Його ім'ям названі жолоб Ганна-Петерсона, комета Ганна,